# SummerSlam (2012)
SummerSlam 2012 – gala wrestlingowa federacji WWE, która odbyła się 19 sierpnia 2012 w hali Staples Center w Los Angeles.

## Mecze
| #        | Mecz                                                                                | Stypulacja                                        | Zwycięzca                    | Czas     |
| -------- | ----------------------------------------------------------------------------------- | ------------------------------------------------- | ---------------------------- | -------- |
| Pre-Show | Santino Marella (c) vs. Antonio Cesaro (z Aksana)                                   | Singles match + WWE United States Championship    | Antonio Cesaro (z Aksana)    | 00:05:08 |
| 1        | Dolph Ziggler vs. Chris Jericho                                                     | Singles match                                     | Chris Jericho                | 00:13:05 |
| 2        | Daniel Bryan vs. Kane                                                               | Singles match                                     | Daniel Bryan                 | 00:08:02 |
| 3        | The Miz (c) vs. Rey Mysterio                                                        | Singles match + WWE Intercontinental Championship | The Miz (c)                  | 00:09:09 |
| 4        | Sheamus (c) vs. Alberto Del Rio                                                     | Singles match + World Heavyweight Championship    | Sheamus (c)                  | 00:11:22 |
| 5        | R-Truth & Kofi Kingston (c) vs. The Primetime Players (Titus O’Neil & Darren Young) | Tag team match + WWE Tag Team Championship        | R-Truth & Kofi Kingston      | 7:07     |
| 6        | CM Punk (c) vs. John Cena vs. Big Show                                              | Singles match + WWE Championship                  | CM Punk                      | 12:34    |
| 7        | Triple H (z Shawn Michaels) vs. Brock Lesnar (z Paul Heyman)                        | No Disqualification match                         | Brock Lesnar (z Paul Heyman) | 18:45    |